# Gałęziak dżunglowy
Gałęziak dżunglowy (Tylomys tumbalensis) – gatunek gryzonia z podrodziny gałęziaków (Tylomyinae) w rodzinie chomikowatych (Cricetidae). Po raz pierwszy został opisany naukowo przez Clintona H. Merriama w 1901 na łamach wydawanego przez Washington Academy of Sciences „Proceedings of the Washington Academy of Sciences”. Typowa lokalizacja: Meksyk, Chiapas, Tumbalá. Gałęziak dżunglowy został poznany dzięki około dziesięciu zwierzętom zamieszkujących tereny o powierzchni poniżej 100 km², w okolicy Tumbalá. Gałęziak dżunglowy występuje tylko w typowej lokalizacji. Jest gatunkiem monotypowym. Międzynarodowa Unia Ochrony Przyrody (IUCN) wymienia Tylomys tumbalensis w Czerwonej księdze gatunków zagrożonych jako gatunek krytycznie zagrożony (CR – critically endangered). Nie można wykluczyć, że jest gatunkiem wymarłym.

## Systematyka
Po raz pierwszy został opisany naukowo przez Clintona H. Merriama w 1901 na łamach wydawanego przez Washington Academy of Sciences „Proceedings of the Washington Academy of Sciences”. Typowa lokalizacja: Meksyk, Chiapas, Tumbalá. Jest gatunkiem monotypowym. Uważany bywa także za podgatunek T. nudicaudus.

## Nazewnictwo
W wydanej w 2015 roku przez Muzeum i Instytut Zoologii Polskiej Akademii Nauk publikacji „Polskie nazewnictwo ssaków świata” dla gatunku Tylomys tumbalensis zaproponowano polską nazwę gałęziak dżunglowy.

## Budowa ciała
Część grzbietowa gałęziaka dżunglowego jest wybarwiona na kolor ciemnoszary. Natomiast część brzuszna, pachwinowa i podbródek są białe. Ogon jest nagi, dwukolorowy. Część ogona (od nasady) ma ubarwienie czarniawe, a pozostała część jest biała. Kończyny są zakończone ciemnobrązowymi palcami. Gatunek jest podobny do gałęziaka nagoogonowego, ale górne siekacze ma cieńsze, trzonowce dłuższe i masywniejsze, a czaszka, część twarzowa i nos mają delikatniejszą budowę.
|                         | wymiar |
| ----------------------- | ------ |
| długość tułowia z głową | 214 mm |
| długość ogona           | 234 mm |
| masa ciała              | 250 g  |

## Tryb życia
Gałęziak dżunglowy wiedzie nocny, naziemny i nadrzewny tryb życia. T. tumbalensis jest samotnikiem.

## Rozmieszczenie geograficzne
Typowa lokalizacja: Meksyk, Chiapas, Tumbalá. Gałęziak dżunglowy został poznany dzięki około dziesięciu zwierzętom zamieszkujących tereny w okolicy Tumbalá. Gałęziak dżunglowy występuje tylko w typowej lokalizacji, na terenie o powierzchni około 93 km².

## Ekologia
W skład diety gałęziaka dżunglowego prawdopodobnie wchodzą rośliny zielone.

### Siedlisko
Gałęziak dżunglowy zasiedlał tropikalne lasy, ale rodzime siedliska ulegały znacznej przemianie z powodu urbanizacji i rolnictwa. Lasy tropikalne już w tej okolicy nie istnieją. Zwierzęta były widywane między skałami, powalonymi kłodami oraz w jaskiniach.

## Ochrona
Międzynarodowa Unia Ochrony Przyrody (IUCN) wymienia Tylomys tumbalensis w Czerwonej księdze gatunków zagrożonych jako gatunek krytycznie zagrożony (CR – critically endangered). Nie można wykluczyć, że jest gatunkiem wymarłym. Poszukiwania tych zwierząt przeprowadzone w 2015 i w 2017 roku nie dały rezultatu. Gałęziaków dżunglowych nie schwytano już od 40 lat.